# Tekantó (kommun)
Tekantó är en kommun i Mexiko.   Den ligger i delstaten Yucatán, i den östra delen av landet, 1 100 km öster om huvudstaden Mexico City. Antalet invånare är 4 079. Arean är 47 kvadratkilometer.
Terrängen i Tekantó är mycket platt.
Följande samhällen finns i Tekantó:
- Tekantó